# Beauchamps (Somme)
 Beauchamps  es una población y comuna francesa, en la región de Picardía, departamento de Somme, en el distrito de Abbeville y cantón de Gamaches.

## Demografía
| 812 | 883 | 900 | 908 | 1,011 | 987 |
| Para los censos de 1962 a 1999 la población legal corresponde a la población sin duplicidades (Fuente: INSEE [Consultar]) |     |     |     |       |     |